# Meßstetten

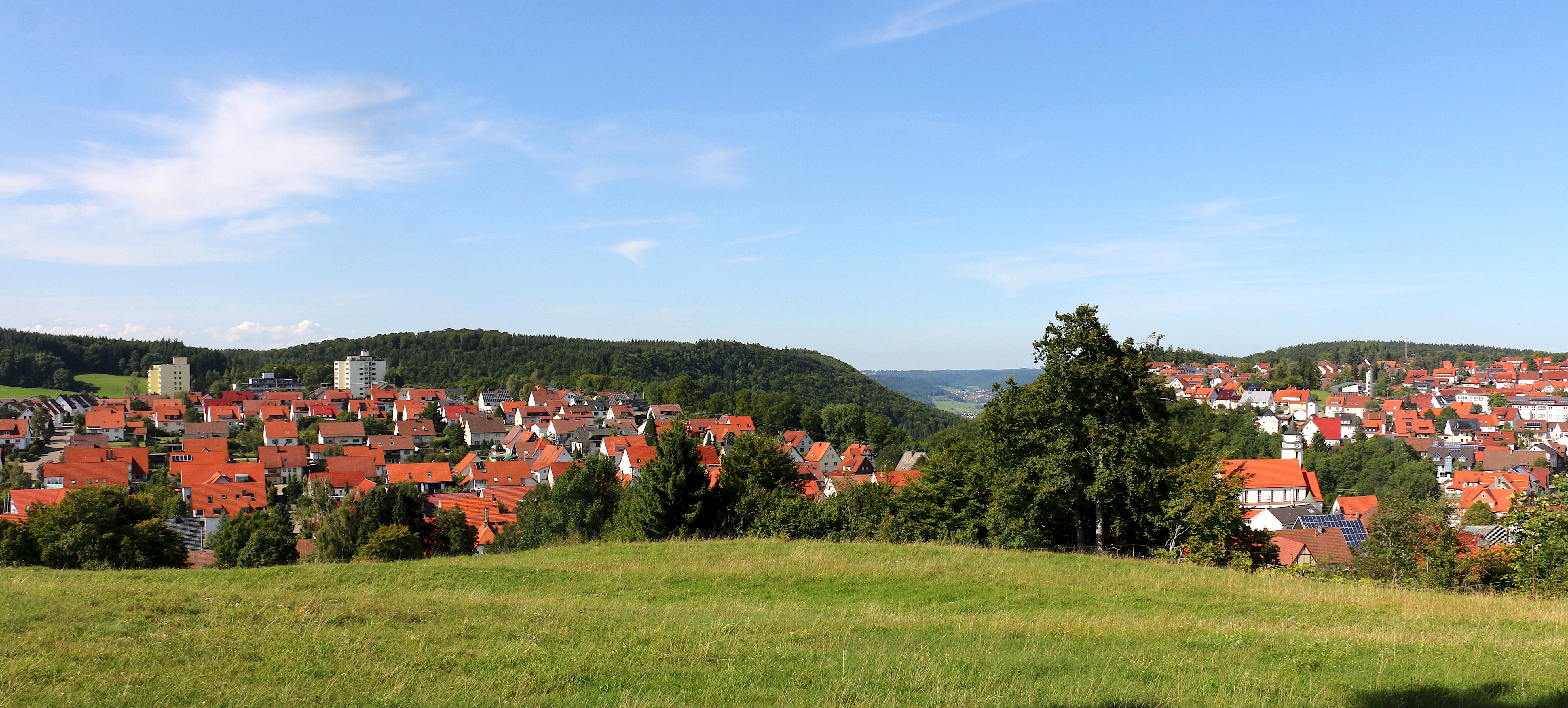
Blick über Meßstetten (2017)

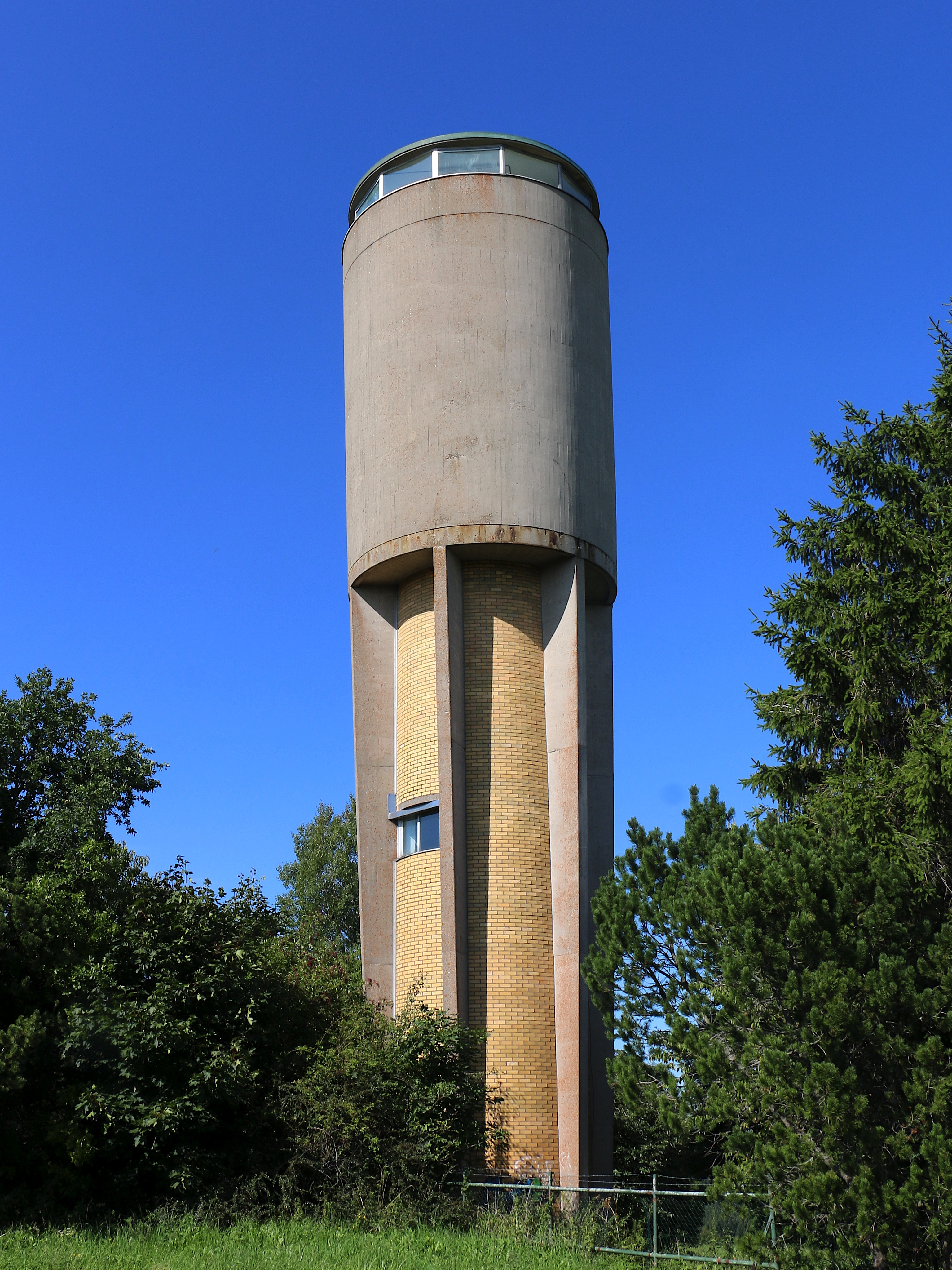
Wasserturm Rauer Bühl, ein Wahrzeichen Meßstettens.

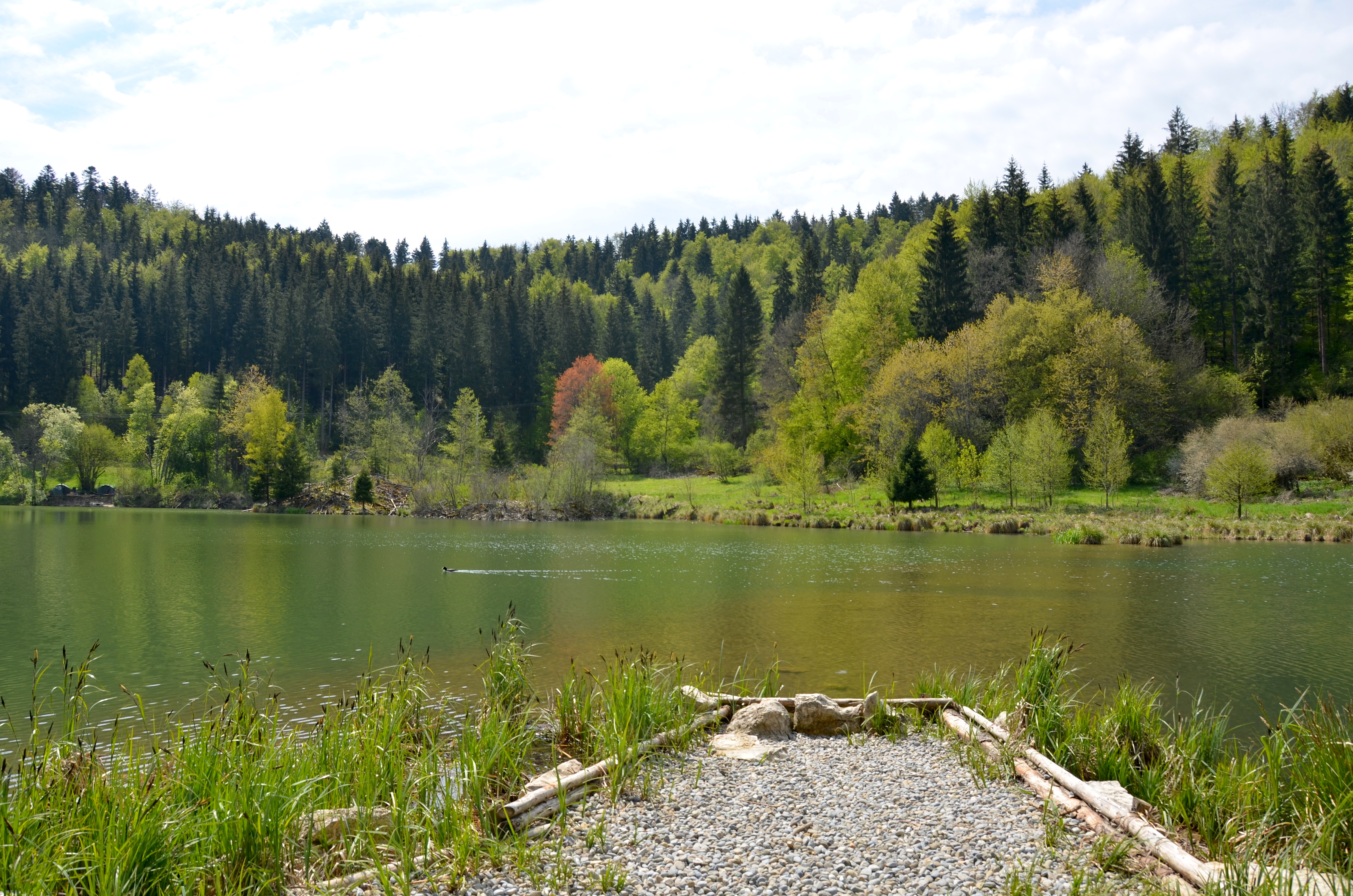
Der Stausee Kohlstatt-Brunnenbach bei Oberdigisheim, Stadtteil von Meßstetten

Meßstetten ist eine Stadt im Zollernalbkreis in Baden-Württemberg.

## Geographie

### Geographische Lage
Meßstetten liegt auf der Schwäbischen Alb am Heuberg in 710,2 (Austritt des Steinbachs aus dem Stadtgebiet) bis 988,0 Meter Höhe auf dem Weichenwang. Der Teilort Heinstetten ist mit 914 Meter der höchstgelegene Ort der Schwäbischen Alb. Die Stadt liegt gemessen an den Höhenlagen der Pfarrkirchen höher als Furtwangen im Schwarzwald, welches für sich beansprucht, die „höchst gelegene Stadt Baden-Württembergs“ zu sein. Meßstetten begnügt sich mit der Aussage, „eine der höchstgelegenen Städte in der Bundesrepublik Deutschland“ zu sein.

### Stadtgliederung
Nach Meßstetten eingemeindet wurden die ehemals selbständigen Gemeinden Hartheim, Heinstetten, Hossingen, Oberdigisheim, Tieringen und Unterdigisheim, die zusammen mit der früheren Gemeinde Meßstetten die Stadtteile der Stadt bilden. Zu den sieben Stadtteilen gehören die Kernstadt Meßstetten und 19 weitere Dörfer, Weiler, Höfe und (Einzel-)Häuser. Die vom Hauptort baulich getrennte ehemalige Militärsiedlung Bueloch zum Beispiel verfügt über Grundschule, Turnhalle, Kindergarten und ein Haus der Kirche, ist aber als derartige Siedlung dennoch kein offizieller Stadtteil, sondern lediglich einer der 18 Wohnplätze der Stadt.
Außer im Stadtteil Meßstetten sind in allen übrigen sechs Stadtteilen Ortschaften im Sinne der baden-württembergischen Gemeindeordnung mit jeweils eigenem Ortschaftsrat und Ortsvorsteher als dessen Vorsitzender eingerichtet.
Im Stadtgebiet liegen mehrere abgegangene, heute nicht mehr bestehende Ortschaften. Im Osten des Stadtteils Hossingen lag der um 1800 erbaute und 1918 abgebrochene Riedhof. Im Stadtteil Meßstetten bestand auf dem Schlossberg im Truppenübungsplatz eine Burg samt Wirtschaftshof. Im Truppenübungsplatz befindet sich bei der Dreibannmarke ein historischer Lagerplatz fahrender Händler, Fuhrmänner und Handwerker. Mit Raffinesse gelang es, zwischen den bis 1835 bestehenden Zollgrenzen einen Vorteil zu finden. Nach der Inbetriebnahme der Schießbahnen wurde bis zum Porajmos eine Wiese am Rand des Sperrgebiets als Lagerplatz zugewiesen. Die 1600 genannte Flur Freithof und der Kirchlesfels deutet auf eine abgegangene Ortschaft hin, ebenso Immishofen, ein Hof in der Eichhalde, das vermutlich bis ins 15. Jahrhundert bestand und 1496 als Flurname belegt ist. Im Stadtteil Oberdigisheim liegen die Wüstungen Ägelkofen und der Weiler Geyerbad (Schwefelbad). Ägelkofen wurde 1253 genannt und bestand bereits im 14. Jahrhundert nicht mehr. Nördlich des Wolfenhofs im Stadtteil Unterdigisheim bestand der 1654 als Beyrental erwähnte Ort Beuren. Unterdigisheim liegt südwestlich von Meßstetten und hat etwa 650 Einwohner.

### Schutzgebiete

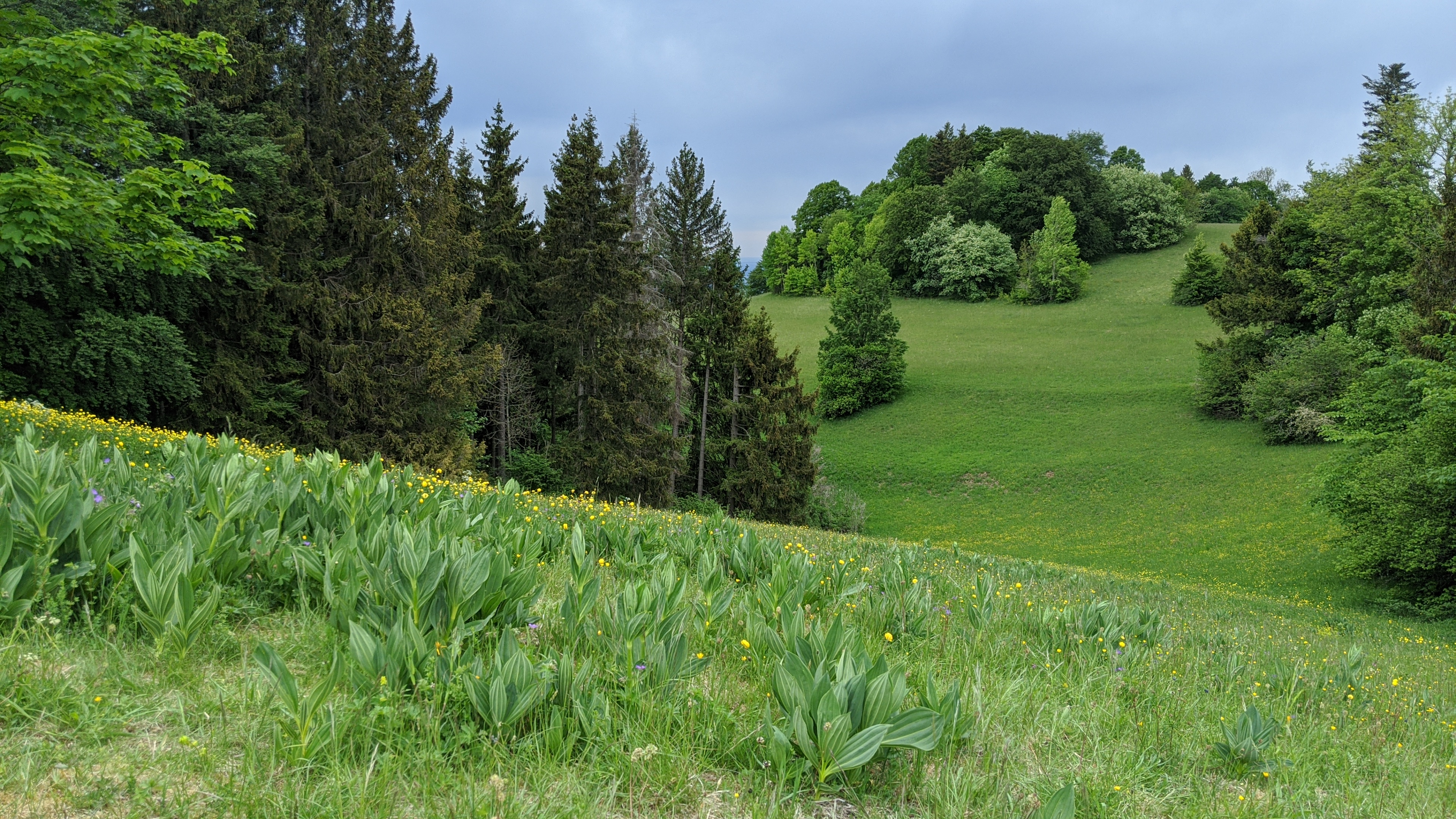
Naturschutzgebiet Hülenbuchwiesen

Auf dem Meßstettener Stadtgebiet liegen insgesamt fünf Naturschutzgebiete. Das Naturschutzgebiet Heimberg liegt an einem Hang oberhalb von Unterdigisheim, das Naturschutzgebiet Scheibhalden östlich von Oberdigisheim. Im äußersten Norden der Tieringer Gemarkung liegen die Hülenbuchwiesen und direkt angrenzend das Naturschutzgebiet Untereck. Ebenfalls auf Tieringer Gemarkung, jedoch im Westen, liegt das Naturschutzgebiet Stromelsberg-Hessenbühl.
Nahezu die gesamte Gemeindefläche ist Bestandteil des Landschaftsschutzgebiets Großer Heuberg. Hiervon sind lediglich die besiedelten Bereiche, die Naturschutzgebiete und der Truppenübungsplatz Heuberg ausgenommen.
Meßstetten hat Anteil an den zwei FFH-Gebieten Östlicher Großer Heuberg und Truppenübungsplatz Heuberg. Die Stadt hat außerdem Anteile am Vogelschutzgebiet Südwestalb und Oberes Donautal.
Das gesamte Stadtgebiet abzüglich der Fläche des Truppenübungsplatzes gehört außerdem zum Naturpark Obere Donau.

## Geschichte

### Vorgeschichte
Das Gebiet des heutigen Meßstetten war bereits in der Jungsteinzeit besiedelt. Funde aus dem hohlen Fels im Truppenübungsplatz Heuberg liegen vor. Der Grund hierfür könnte der sehr alte Verbindungsweg Bschorner Weg sein, der vom Schmiechatal über die Burg Meßstetten ins Donautal führte. Die früheste der nachgewiesenen Siedlungen lag auf dem Lochen und stammt aus dem 9. Jahrhundert v. Chr., als Kelten vermehrt die Schwäbische Alb besiedelten. Keltische Grabhügel wurden in den Fluren Weichenwang, Wangen, Frankenreis und Hofen erforscht.

### Antike
Durch die römischen Eroberungen im Süden des heutigen Deutschlands, die im Jahre 15 v. Chr. begannen, kam es zur Unterwerfung der Kelten durch die Römer. Aus dieser Zeit sind mehrere Funde, darunter bei der keltischen Burg Gräbelesberg, und Straßenbauten dokumentiert. Meßstetten befand sich im Römischen Reich im vom Kastell Lautlingen geschützten Hinterland des Alblimes. Im Gebiet der Stadt Meßstetten ließ Pfarrer Alfred Ludwig Oetinger (von 1856 bis 1868 Pfarrer in Meßstetten und Hossingen) zunächst auf eigene Rechnung, später auf Rechnung der Staatssammlung vaterländischer Alterthümer umfangreiche Grabungen durchführen. Die umfangreichen Funde von Grabbeigaben deuten auf eine frühe Besiedlung der Region durch die Kelten hin. Demnach bestand eine Siedlung mit Holzhäusern die terrassenförmig in den Felsen eingetieft waren. Eine solche Siedlung könnte beim Schreifels gelegen haben. Auch die Heuneburg und eine Quelle in Egesheim liefern reichhaltige Funde. Ein hunnischer Metallspiegel wurde aus einer außergewöhnlichen Metalllegierung gefertigt (59 % Kupfer, 40 % Zinn, 1 % Blei). Auf dem Gräbelesberg und am Meßstetter Talbach in Lautlingen wurden entsprechende Werkstätten nachgewiesen.

### Mittelalter
Im Jahre 854 wird Meßstetten erstmals in einer Schenkungsurkunde eines hohen fränkischen Adligen namens Adelhard urkundlich erwähnt. Meßstetten war Durchgangs- und Siedlungsraum von Kelten und Römern, bis die Alamannen nach 260 in die Gegend eindrangen.
Der Teilname „-stetten“ deutet auf die alamannische Besiedlung hin. Wahrscheinlich sind die „stetten“-Orte auf dem Heuberg – wie Meßstetten, Heinstetten, Stetten am kalten Markt und Frohnstetten – von Ebingen aus als Hirtensiedlungen im 4. Jahrhundert gegründet worden. Im Ortskern von Meßstetten hat der Meßstetter Ortspfarrer Oetinger drei Alemannen-Friedhöfe in den Jahren von 1864 bis 1867 erforscht.
Meßstetten gehörte im frühen Mittelalter zum Scherragau, der Name Scherra bedeutet Felsen. Dessen größter Teil befand sich im 12. Jahrhundert im Besitz der Grafen von Hohenberg, die auch Ortsherren von Meßstetten und einiger heutiger Stadtteile waren. Die Herren von Meßstetten waren ein niederadliges Dienstmannengeschlecht und hatten ihren Sitz auf einer Burg. In Meßstetten gab es früher mehrere Burgen und Wohntürme. Lokalisiert sind vier größere Burgställe am historischen Bschorner Weg ins Donautal im Sperrgebiet mit der Burg Meßstetten, die Wasserburg in Oberdigisheim, die Burg in Tieringen und an der Burgsteige in Richtung Unterdigisheim mit der Burg Hossingen auf Gemarkung Hossingen.
Der heutige Ortsteil Unterdigisheim war Teil der Herrschaft Werenwag, die ebenfalls zur Grafschaft Hohenberg gehörte.
Ebenso wie die Herren von Hohenstetten (Heinstetten) sind die Herren von Meßstetten im 13. Jahrhundert nach Ebingen abgewandert, um in der jungen Stadt eine militärische Führungsschicht zu bilden. Ihr Wappen, ein silberner Becher auf rotem Grund, ist das heutige Ortswappen von Meßstetten. Noch 1376 wurde es vom Ebinger Schultheiß „Hans von Meßstetten“ geführt.
In kirchlicher Hinsicht gehörte der Heuberg zur St. Martins-Pfarrgemeinde in Ebingen und zur Friedhofskirche in Nusplingen, bis Meßstetten eine Kirche erhielt.
Die St. Lamprechts-Kirche wurde 1275 erstmals erwähnt. 1360 stiften die Tierberger eine Jahrzeit in der Kirche St. Lamprecht zu Meßstetten, in deren Krypta etliche Tierberger begraben sind.
Im 14. Jahrhundert wurden noch drei weitere Altäre mit je einem Kaplan gestiftet. Die Pfarrei war zudem noch mit den Patronatsrechten von Meßstetten und Frohnstetten ausgestattet und bildete mit seinen vier Geistlichen 1354 ein kleines Chorherrenstift. Georg von Werenwag trat am 14. Oktober 1477 Zehnte in Meßstetten an das Kloster Beuron ab. 1557 werden in den Nusplinger Filialorten Hartheim und Unterdigisheim eigenständige Kirchen errichtet.
Um 1300 besitzt Graf Friederich von Zollern Land und Leibeigene in Meßstetten.
Graf Heinrich von Hohenberg verkaufte im Jahr 1347 das Dorf an Heinrich von Tierberg, der mit dem gleichzeitig erworbenen Hossingen, dem bereits 1345 ebenfalls von Hohenberg gekauften Tieringen und dem Einzelbesitz in anderen Orten eine eigene Herrschaft Meßstetten bildete. 1370 kam die Herrschaft Meßstetten an die Wildentierberger Linie.
Durch die Heirat einer Wildentierberger Tochter Anna von der Wildentierberg mit Conrad von Hölnstein kam die Herrschaft Meßstetten an diesen. Die drei Linien der Tierberger starben im 14. und 15. Jahrhundert aus und der Ehemann der letzten Erbtochter, Konrad von Hölnstein, verkaufte 1418 die Herrschaft Meßstetten an Württemberg. Das vereinigte sie mit der 1403 erworbenen Herrschaft Schalksburg zum Amt Balingen.

### Württembergische Zeit
Finanzielle Schwierigkeiten des Grafen Ulrich V. von Württemberg führten dazu, dass er 1461 Meßstetten, Tieringen, Oberdigisheim und Hossingen für 17.500 Gulden an Wolf von Bubenhofen verpfändete.

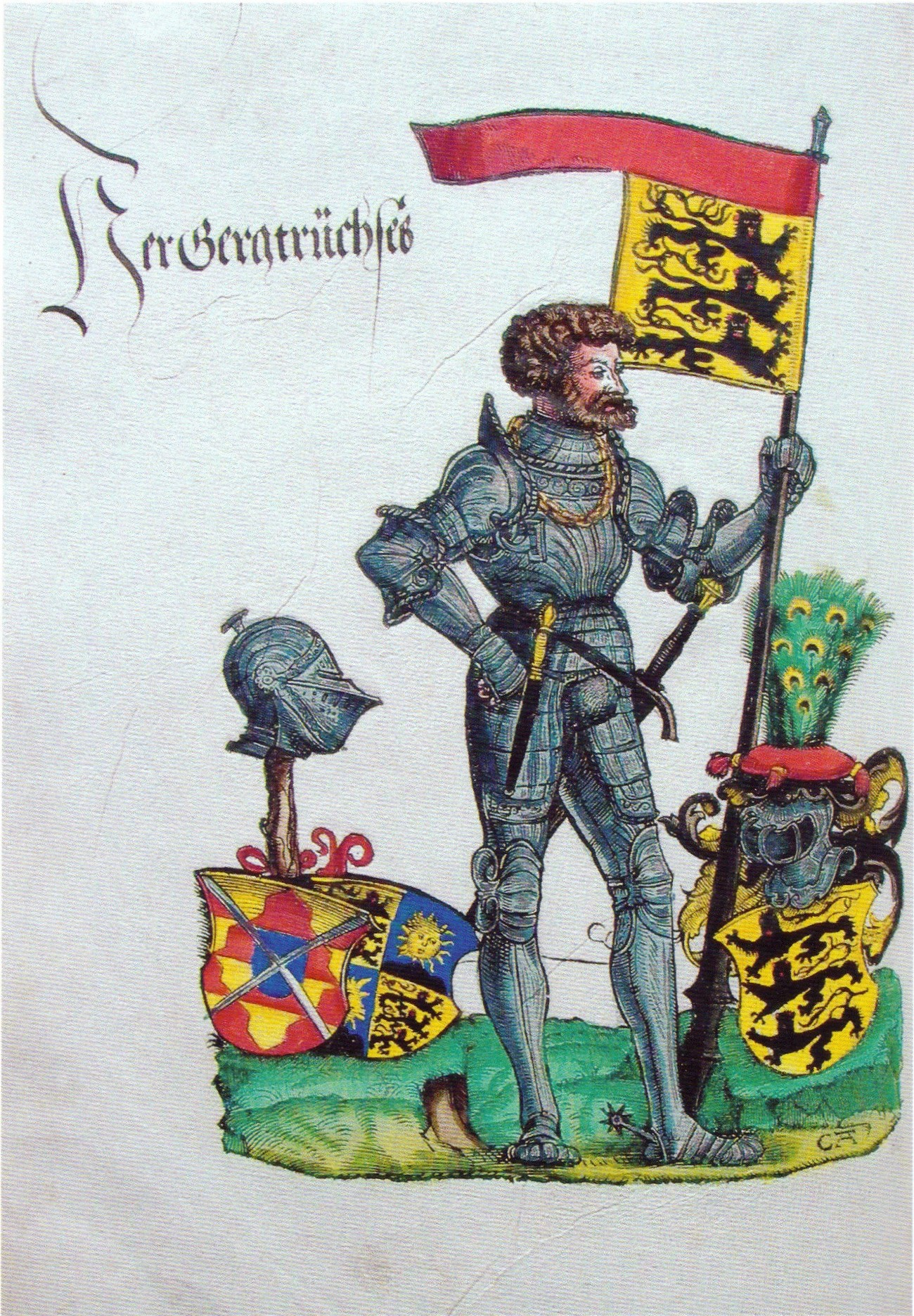
Bauernjörg am 29. Februar 1525 mit einem Heer im Bäratal in Meßstetten, Holzschnitt H. Burgmair d. Ä.

Meßstetter Bauern waren am Bauernkrieg beteiligt. Der Pfarrer von Oberdigisheim galt als einer der Anführer. Gleich zu Anfang des Jahres plünderten die Aufständischen die Schalksburg. Das Abzeichen der Bauern um Balingen war eine schwarz-rote Fahne mit weißem Kreuz.
Im Bauernkrieg wurde die Burg in Hossingen laut mündlicher Überlieferung beschädigt. Als Herzog Ulrich gegen Balingen gezogen war, hatte sich ihm auch Germanus Kopp, Priester und Kaplan zu Meßstetten, angeschlossen. Am 29. Februar 1525 erreichten die Soldaten vom Bauernjörg über Meßstetten im Bäratal den Lochenpass. Unterhalb der Lochen kam es zu Kämpfen.
Als Herzog Ulrich von Württemberg 1534 in der Schlacht bei Lauffen am Neckar sein Land zurückerobert hatte, führte er noch im gleichen Jahr im ganzen Herzogtum die Reformation ein. Damit änderte sich auch in Meßstetten vieles. Die Kaplaneien wurden aufgehoben, die Patronatsrechte fielen dem Herzog zu. Das große Vermögen des Stifts kam, wie alle Kirchengüter, an die württembergisch geistliche Verwaltung in Balingen. Obwohl Hossingen als Filiale dazu kam, verlor die Pfarrei ihre Bedeutung.
1514 kam es zu einem Streit über die freie Pirsch. Die Grenze der Freien Pirsch zum Forst verlief von Ehestetten über den Langenstein beim Wildgehege Meßstetten nach Hartheim und Obernheim. Die Stadt Ebingen wurde von einem Juristen aus Tübingen vertreten. 1559 vermittelte Albrecht von Bayern einen Vertrag. 1583 werden Grenzsteine mit der Aufschrift Pirsch (Bürsch) und Forst (Vorst) gesetzt. 1709 wird die Freie Pirsch in Meßstetten abgeschafft und von 1713 bis 1806 als herzogliches Gnadenjagen wieder eingeführt.
Im Dreißigjährigen Krieg von 1618 bis 1648 wurde der Ort zu einem großen Teil zerstört. Die Bewohner waren 1635 in die Stadt Ebingen geflohen. Zahlreiche Taufen und Hochzeiten sind im ältesten Ebinger Kirchenbuch festgehalten. Hatte Meßstetten 1630 noch 82 Häuser, so zählte man 1655, also sieben Jahre nach Beendigung des Krieges, erst wieder 27 Gebäude. Die Einwohnerzahl verringerte sich von 350 Einwohnern 1602 auf 149 Einwohner 1654. Der Wiederaufbau dauerte länger als in den benachbarten Orten: selbst 1810, kurz nach der Errichtung des Königreichs Württemberg, waren es immer noch erst 152 Wohngebäude. Dies blieb bis 1840 so. Erst ab dann wuchs der Ort im Zuge des allgemeinen wirtschaftlichen und demographischen Aufschwungs in der zweiten Hälfte des 19. Jahrhunderts rasch an.

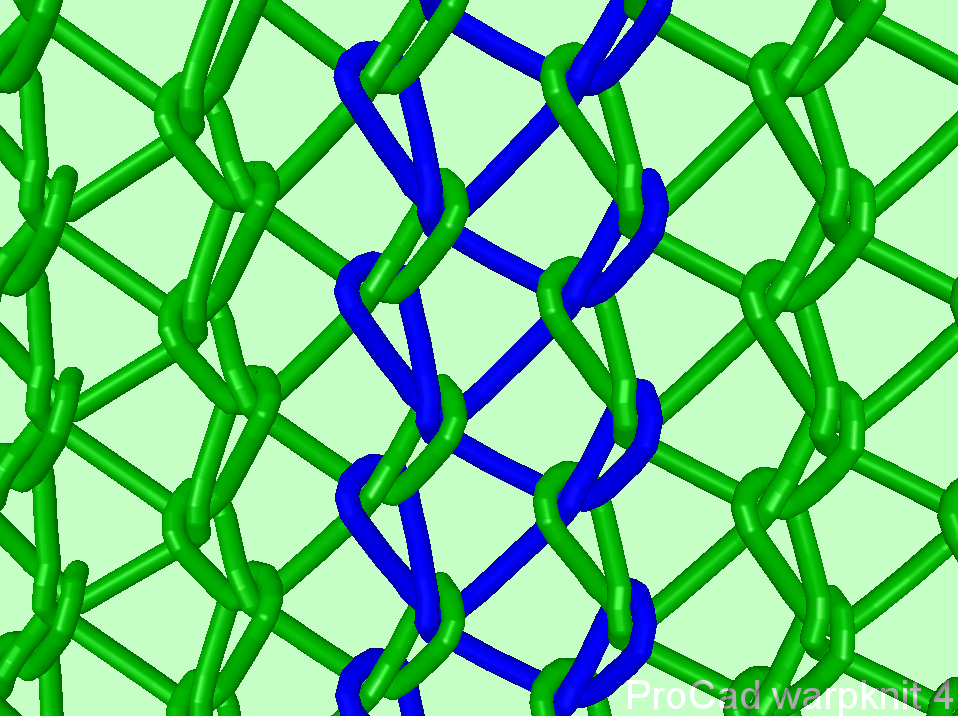
Seit 1854 wurden in Meßstetten Baumwollstoffe in Trikot-Bindung hergestellt.

Ausgedehnter Anbau von Hanf und Flachs und umfangreiche Schafzucht lieferten den Rohstoff für Zeug-, Strumpf- und Tuchmacher. Die Ebinger Geschäftsherren gaben den Meßstetter Landwirten Heimarbeit aus. 1790 zählte Ebingen 100 Tuchmacher und 80 Strumpfwebereien. Später wurden die Heimarbeiter zu eigenständigen Kleinbetrieben. 1861 produzierten beispielsweise 18 Wirkstühle Merinostrümpfe. Einzylinder Gasmotoren, mit dem Abfallprodukt der Gaserzeugung Naphthalin betrieben, trieben die ersten Transmissionswellen in den an die Wohnhäuser angebauten Sälen an. Von 1910 bis 1914 wurde Meßstetten ans Wechselstromnetz angeschlossen, erst dann kamen in den Werkstätten Elektromotoren zum Einsatz. Seit 1854 kam die „Trikot“ genannte Strick- und Wirkwarenindustrie mit Baumwolle dazu.
Im Buch Pfarrhannale von Johanna Michel-Lörcher, der 1873 in Meßstetten geborenen Gründerin der Gnadauer Brasilien-Mission, wird auch die Industrialisierung des Dorfs beschrieben. Seit 1798 wurden aus Stoffresten, später auch aus Filz, Schuhe in Heimarbeit gefertigt. Zur Ausrüstung hatten die Betriebe private Wasserversorgungen aufgebaut. Aus dem Burteltal unterhalb der Burg Hossingen wurde das Wasser, am Weichenwang vorbei, in die Meßstetter Färberei im Industriegebiet (heute Heubergpassage) gepumpt. Um die Abwasserbelastung der Bära auf ein erträgliches Maß zu reduzieren, mussten in Hossingen, Meßstetten und Unterdigisheim Spezialkläranlagen für die mit Farbstoffen und Chemikalien belasteten Abwässer gebaut werden.

### Bergbau
In Gruben wurde Eisenerz gefördert. Es handelt sich dabei um nahezu schwefel- und phosphorfreie Erzkonkretionen. Auf dem Geppert in Oberdigisheim wurde um 1738 im großen Maßstab, insbesondere in den arbeitsarmen Wintermonaten, Eisenerz für die Hochöfen der Hüttenwerke in Württemberg gefördert.
Untersuchungen der Schlacke historischer Eisenschmelzen zeigen einen Kleinschmelzofentyp, der seit dem 13. Jahrhundert in der Gegend alle Erze verhütten konnte. Das Schmelzwerk in Harras wurde 1832 stillgelegt. Von rogenförmigen Thoneisensteinen wird berichtet, von welchen sich im Heuberg „ein Flöz von 1-2 Schuh Mächtigkeit“ befunden hat.

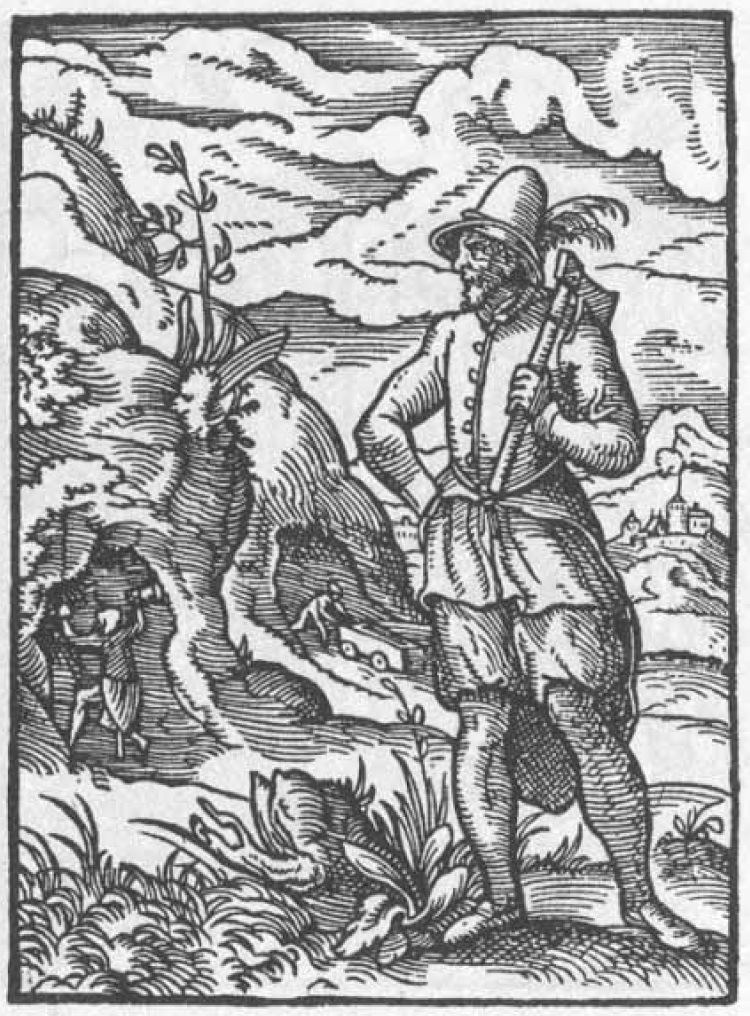
Der Bergknappe mit Keilhaue und Arschleder (1568)

Nach dem Deutsch-Französischen Krieg und der Gründung des Deutschen Kaiserreichs 1871 ging der Bergbau in Meßstetten rasch zu Ende.
In Tieringen wurde an der Straße nach Laufen in größerem Umfang Kalkstein abgebaut. Neben Bausteinen und Schotter wurden auch Kalköfen beschickt.
Beim Weiler Michelfeld wurde in einem Altarm der Urdonau Sand gewonnen. Christian Kiesinger (1876–1969), Vater von Kurt Georg Kiesinger, stellte daraus mit Lehm vermischt Ziegel her.

### 20. Jahrhundert
Zur Errichtung des Truppenübungsplatzes Heuberg musste die angrenzende Stadt Meßstetten fast 40 Prozent ihrer Gemarkungsfläche abtreten. 1909 wurde der Platz vom Reichsfiskus gekauft und im Mai 1914 kurz vor Kriegsbeginn eröffnet. Am 16. November 1911 wurden Kirche und Pfarrhaus bei einem Erdbeben in der Albstadt-Scherzone stark beschädigt und mussten abgetragen werden. 1995 hat die Stadt die Außenfeuerstellung im Gewann Blumersberg wieder zurück erworben.
Von 1918/19 bis 1933 war Meßstetten ein Teil des freien Volksstaates Württemberg.
Bei den Kreisreformen während der NS-Zeit in Württemberg gelangte Meßstetten 1934 vom Oberamt Balingen zum Kreis Balingen und 1938 zum vergrößerten Landkreis Balingen.
Im April 1945 wurde von Oberleutnant Oskar Riegraf aus Nürtingen ein Freikorps im Truppenübungsplatz Heuberg aufgestellt. Während mutige Bürger den Ort, entgegen anders lautenden Befehlen, mit weißen Fahnen kampflos übergeben wollten, wurden die französischen Soldaten vom Friedhof aus beschossen. Vielen der im Rathaus versammelten Männer gelang die Flucht vor dem Freikorps über ein rückwärtiges Fenster in ein Versteck im Kellergewölbe der Kirche. Im Rathaus wurden am 21. April 1945 zwei Personen von einem Standgericht erschossen. Für 1000 Flüchtlinge erstellt nach Kriegsende eine Genossenschaft in kürzester Zeit eine Siedlung in Richtung Hossingen.
Nach dem Zweiten Weltkrieg fiel die Stadt Meßstetten in die Französische Besatzungszone und kam somit 1947 zum neu gegründeten Land Württemberg-Hohenzollern, welches 1952 als Regierungsbezirk Südwürttemberg-Hohenzollern im Land Baden-Württemberg aufging.
Durch die Kreisreform wurde Meßstetten am 1. Januar 1973 dem neuen Zollernalbkreis zugeordnet.

### Eingemeindungen und Stadterhebung
Im Zuge der Gemeindegebietsreform in Baden-Württemberg wurden folgende bis dahin selbstständige Gemeinden nach Meßstetten eingemeindet:
- 1. September 1971: Heinstetten (bis dahin im Landkreis Stockach) und Hossingen[53]
- 1. Juli 1972: Unterdigisheim[54]
- 1. Januar 1974: Hartheim und Tieringen[55]
- 1. Januar 1975: Oberdigisheim[56]

Historische Wappen der früheren Gemeinden
| Hartheim | Heinstetten | Hossingen | Oberdigisheim | Unterdigisheim | Tieringen |

Am 1. Juli 1978 wurde Meßstetten zur Stadt erhoben.

### 21. Jahrhundert
2015 wurde eine mietfreie Nutzung aller Gebäude und die Renovierung der damals mit 3500 Flüchtlingen belegten Zollernalb-Kaserne vereinbart. Die Bundesanstalt für Immobilienaufgaben (BImA) als Eigentümerin überließ die Zollernalbkaserne dem Land Baden-Württemberg. Das brachte bis zu 3800 Flüchtlinge in der früheren Bundeswehrkaserne unter. Der zwischen der Bundesanstalt und dem Land vereinbarte Vertrag lief bis zum 31. März 2017. Meßstetten war eine der ersten Kleinstädte in Deutschland, in der so viele Flüchtlinge untergebracht wurden. Das stellte die Stadt und ihre Bürger vor große Herausforderungen. Unter dem Titel „Jeder Sechste ein Flüchtling. 1000 Asylsuchende als Nachbarn“ begleitete der Südwestrundfunk den Umgang damit.

### Spitznamen
Die Meßstetter tragen den Spitznamen „Kälblesfärber“. Ein Meßstetter Bauer fuhr eines Tages nach Stetten a. k. M. auf den Markt und hatte ein schön geflecktes „Kälble“ dabei. Als sich schon Kaufinteressenten eingefunden hatten, fing es an zu regnen. Die schönen Flecken verschwanden – das Fellmuster des Kalbs entpuppte sich als gefärbt. Der Betrug war aufgedeckt und mit Schande und Spott versehen musste der Bauer heimziehen.

## Politik

### Gemeinderat
In Meßstetten wird der Gemeinderat nach dem Verfahren der unechten Teilortswahl gewählt. Dabei kann sich die Zahl der Gemeinderäte durch Überhangmandate verändern. 2024 hat der Gemeinderat in Meßstetten 24 Mitglieder, 2019 waren es 26. Er besteht aus den gewählten ehrenamtlichen Gemeinderäten und dem Bürgermeister als Vorsitzendem. Der Bürgermeister ist im Gemeinderat stimmberechtigt.
Die Kommunalwahl am 9. Juni 2024 führte zu folgendem vorläufigen Endergebnis.
| Parteien und Wählergemeinschaften | Parteien und Wählergemeinschaften           | % 2024  | Sitze 2024 | % 2019 | Sitze 2019 | Kommunalwahl 2024 %50403020100 44,55 %37,11 %13,99 %2,76 %1,59 %n. k. % FWCDUBLAfDFLZFrauenGewinne und Verlusteim Vergleich zu 2019 %p 8 6 4 2 0 −2 −4 −6 −8−10−12−0,45 %p+6,11 %p+1,49 %p+2,76 %p+1,59 %p−11,4 %pFWCDUBLAfDFLZFrauen |
| FW                                | Freie Wählervereinigung Meßstetten          | 44,55   | 11         | 45,0   | 12         | Kommunalwahl 2024 %50403020100 44,55 %37,11 %13,99 %2,76 %1,59 %n. k. % FWCDUBLAfDFLZFrauenGewinne und Verlusteim Vergleich zu 2019 %p 8 6 4 2 0 −2 −4 −6 −8−10−12−0,45 %p+6,11 %p+1,49 %p+2,76 %p+1,59 %p−11,4 %pFWCDUBLAfDFLZFrauen |
| CDU                               | Christlich Demokratische Union Deutschlands | 37,11   | 9          | 31,0   | 8          | Kommunalwahl 2024 %50403020100 44,55 %37,11 %13,99 %2,76 %1,59 %n. k. % FWCDUBLAfDFLZFrauenGewinne und Verlusteim Vergleich zu 2019 %p 8 6 4 2 0 −2 −4 −6 −8−10−12−0,45 %p+6,11 %p+1,49 %p+2,76 %p+1,59 %p−11,4 %pFWCDUBLAfDFLZFrauen |
| BL                                | Bürgerliste                                 | 13,99   | 3          | 12,5   | 3          | Kommunalwahl 2024 %50403020100 44,55 %37,11 %13,99 %2,76 %1,59 %n. k. % FWCDUBLAfDFLZFrauenGewinne und Verlusteim Vergleich zu 2019 %p 8 6 4 2 0 −2 −4 −6 −8−10−12−0,45 %p+6,11 %p+1,49 %p+2,76 %p+1,59 %p−11,4 %pFWCDUBLAfDFLZFrauen |
| AfD                               | Alternative für Deutschland                 | 2,76    | 1          | –      | –          | Kommunalwahl 2024 %50403020100 44,55 %37,11 %13,99 %2,76 %1,59 %n. k. % FWCDUBLAfDFLZFrauenGewinne und Verlusteim Vergleich zu 2019 %p 8 6 4 2 0 −2 −4 −6 −8−10−12−0,45 %p+6,11 %p+1,49 %p+2,76 %p+1,59 %p−11,4 %pFWCDUBLAfDFLZFrauen |
| FLZ                               | Freie Liste Zollernalb                      | 1,59    | 0          | –      | –          | Kommunalwahl 2024 %50403020100 44,55 %37,11 %13,99 %2,76 %1,59 %n. k. % FWCDUBLAfDFLZFrauenGewinne und Verlusteim Vergleich zu 2019 %p 8 6 4 2 0 −2 −4 −6 −8−10−12−0,45 %p+6,11 %p+1,49 %p+2,76 %p+1,59 %p−11,4 %pFWCDUBLAfDFLZFrauen |
| Frauen                            | Frauenliste Meßstetten                      | –       | –          | 11,4   | 3          | Kommunalwahl 2024 %50403020100 44,55 %37,11 %13,99 %2,76 %1,59 %n. k. % FWCDUBLAfDFLZFrauenGewinne und Verlusteim Vergleich zu 2019 %p 8 6 4 2 0 −2 −4 −6 −8−10−12−0,45 %p+6,11 %p+1,49 %p+2,76 %p+1,59 %p−11,4 %pFWCDUBLAfDFLZFrauen |
| gesamt                            | gesamt                                      | 100,0   | 24         | 100,0  | 26         | Kommunalwahl 2024 %50403020100 44,55 %37,11 %13,99 %2,76 %1,59 %n. k. % FWCDUBLAfDFLZFrauenGewinne und Verlusteim Vergleich zu 2019 %p 8 6 4 2 0 −2 −4 −6 −8−10−12−0,45 %p+6,11 %p+1,49 %p+2,76 %p+1,59 %p−11,4 %pFWCDUBLAfDFLZFrauen |
| Wahlbeteiligung                   | Wahlbeteiligung                             | 62,79 % | 62,79 %    | 58,2 % | 58,2 %     | Kommunalwahl 2024 %50403020100 44,55 %37,11 %13,99 %2,76 %1,59 %n. k. % FWCDUBLAfDFLZFrauenGewinne und Verlusteim Vergleich zu 2019 %p 8 6 4 2 0 −2 −4 −6 −8−10−12−0,45 %p+6,11 %p+1,49 %p+2,76 %p+1,59 %p−11,4 %pFWCDUBLAfDFLZFrauen |

### Bürgermeister
Folgende Personen waren Bürgermeister von Meßstetten:
- 1946–1978: Erwin Gomeringer
- 1979–1991: Willi Fischer
- 1991–2015: Lothar Mennig
- seit 2015: Frank Schroft (CDU)

### Verwaltungsgemeinschaft
Meßstetten ist Sitz der Vereinbarten Verwaltungsgemeinschaft Meßstetten, zu der auch die Gemeinden Nusplingen und Obernheim gehören.

### Städtepartnerschaften
Eine Städtepartnerschaft mit den Gemeinden Savigné-sur-Lathan und Luynes im Département Indre-et-Loire in Frankreich wurde im Mai 1985 besiegelt.

## Kultur und Sehenswürdigkeiten

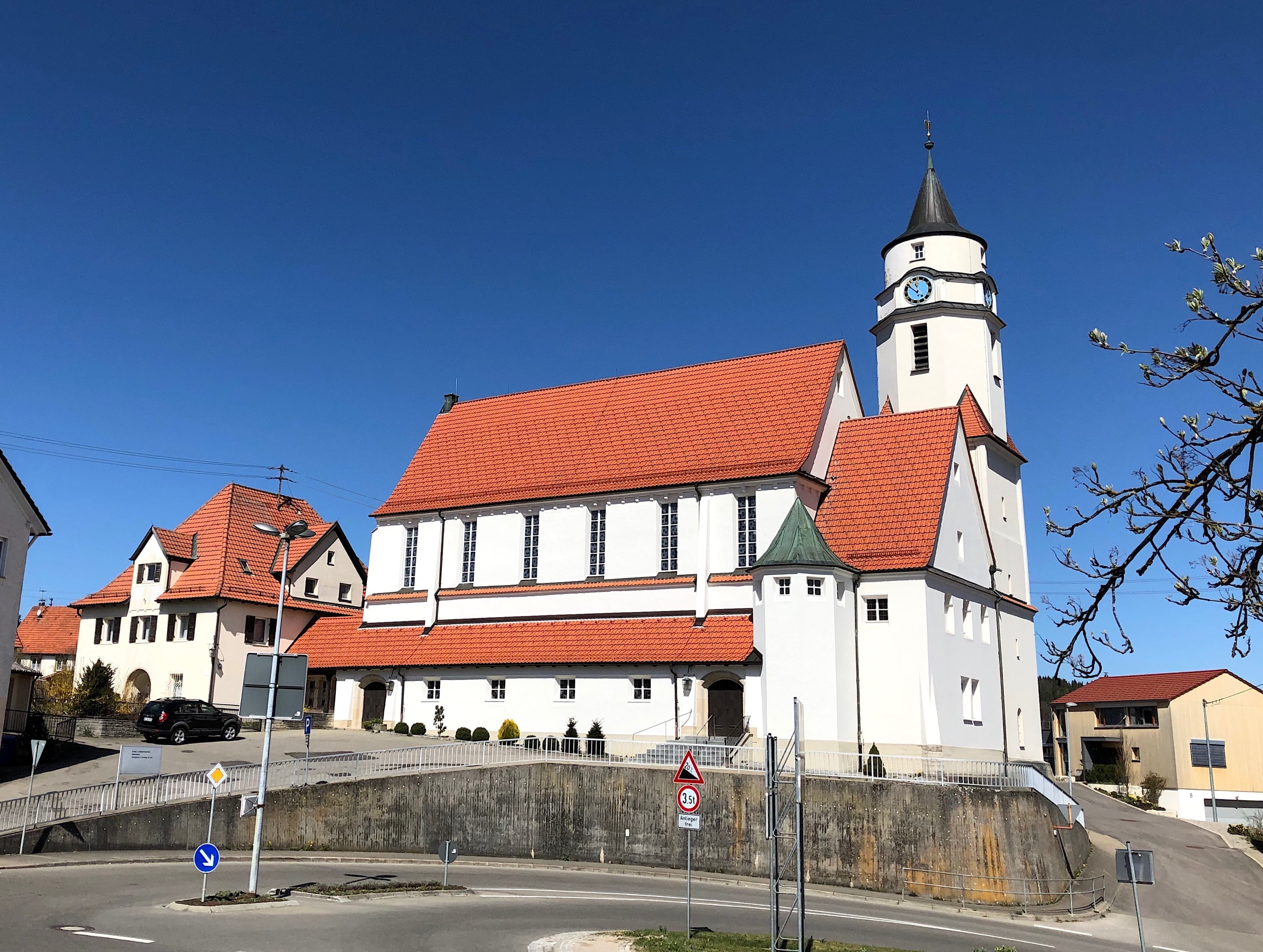
Evangelische Lamprechtskirche Meßstetten

Meßstetten liegt an der Hohenzollernstraße.

### Musik
In Unterdigisheim wurde mit der Knochenflöte bereits in der Steinzeit Musik gemacht.

#### Musikvereine
In Meßstetten gibt es sechs Musikvereine.

#### Harmonika
Die Steirische Harmonika wird in Meßstetten gespielt und gelehrt. Die übliche Notation ist hier nicht in Gebrauch.

#### Posaunenchöre
Es gibt in Meßstetten zwei Posaunenchöre, welche dem Evangelischen Jugendwerk in Württemberg  angehören.  Vor Ort sind Kirchengemeinden  Träger der der ehrenamtlichen Arbeit.

### Bauwerke
- Die Lamprechtskirche wurde von Heinrich und Burkhard von Tierberg unterstützt.[69][70] 1360 stiftete Heinrich eine Jahrzeit für sich, seine Vorfahren und Nachkommen, wo seine Mutter, seine Frau und drei Schwestern begraben sind.[71][72] Das Ensemble der evangelischen Kirche  von 1913 weist Jugendstilelemente auf. Die Kirche ist als Basilika ausgeformt.[73] 2016 wurden beim Einbau einer Warmluftheizung Gräber im Kirchenraum der Lamprechtskirche gefunden und dokumentiert.[74][75]
- Ehemaliges Wirtshaus zum Schwarzen Adler, Zeurengasse 10, historisches Fachwerkhaus mit Bauerngarten vor dem Gebäude.[76]
- In Meßstetten steht auf dem 988 m[77] hohen Weichenwang eine Radaranlage der Bundeswehr, die „Radarkugel“.
- Die historische Maurermühle Unterdigisheim ist eine wasserkraftbetriebene Getreidemühle, deren Mühlstein bis heute in Betrieb ist.[78] Die Mühle wurde erstmals 1394 erwähnt, weitere Datierungen sind 1680 und 1720. Ein großes Erdbeben 1911 erforderte größere Sanierungen, besonders im Mauerwerk der Mühle. Die Maurermühle gehörte zur Herrschaftsmühle des Fürstlichen Verwaltungsraums Schloss Werenwag. Der Mühlkanal führte vom Burtelbach (Schloss Burtel) zur Bära, weil in den oberen Gebieten der Herrschaft Werernwag keine Bäche vorhanden sind. Die Wasserversorgung kam bereits im Mittelalter über Deicheln in dieses Gebiet, die Stromversorgung wurde 1914 eingerichtet.[79]
- Wasserturm, 1966 am Rauhen Bühl errichteter 29,25 m hoher Turm, der auch als Aussichtsturm zugänglich ist.[80]

### Naturdenkmäler
- Der Kleine Hohle Fels und der Große Hohle Fels sind charakteristisch für die erdgeschichtliche Entwicklung vom Jurameer bis zum heutigen Karstgebirge mit seinen Höhlen, Dolinen und Trockentälern.[81] Der Kleine Hohle Fels wurde einst durch Hirten genutzt.[82] Im Höhleninneren des Großen Hohlen Felsens befindet sich eine Skulptur der heiligen Barbara, der Schutzheiligen der Bergleute und der Artillerie,[83] was den jetzigen Namen Barbara-Grotte. erklärt.[81] Die Höhlen befinden sich auf dem Truppenübungsplatz Heuberg.

### Bannwald
In Tieringen befindet sich am Osttrauf in Richtung Albstadt-Laufen der Bannwald Untereck. Dort gibt es auch ein bedeutendes Vorkommen von Kreuzottern.

### Sport

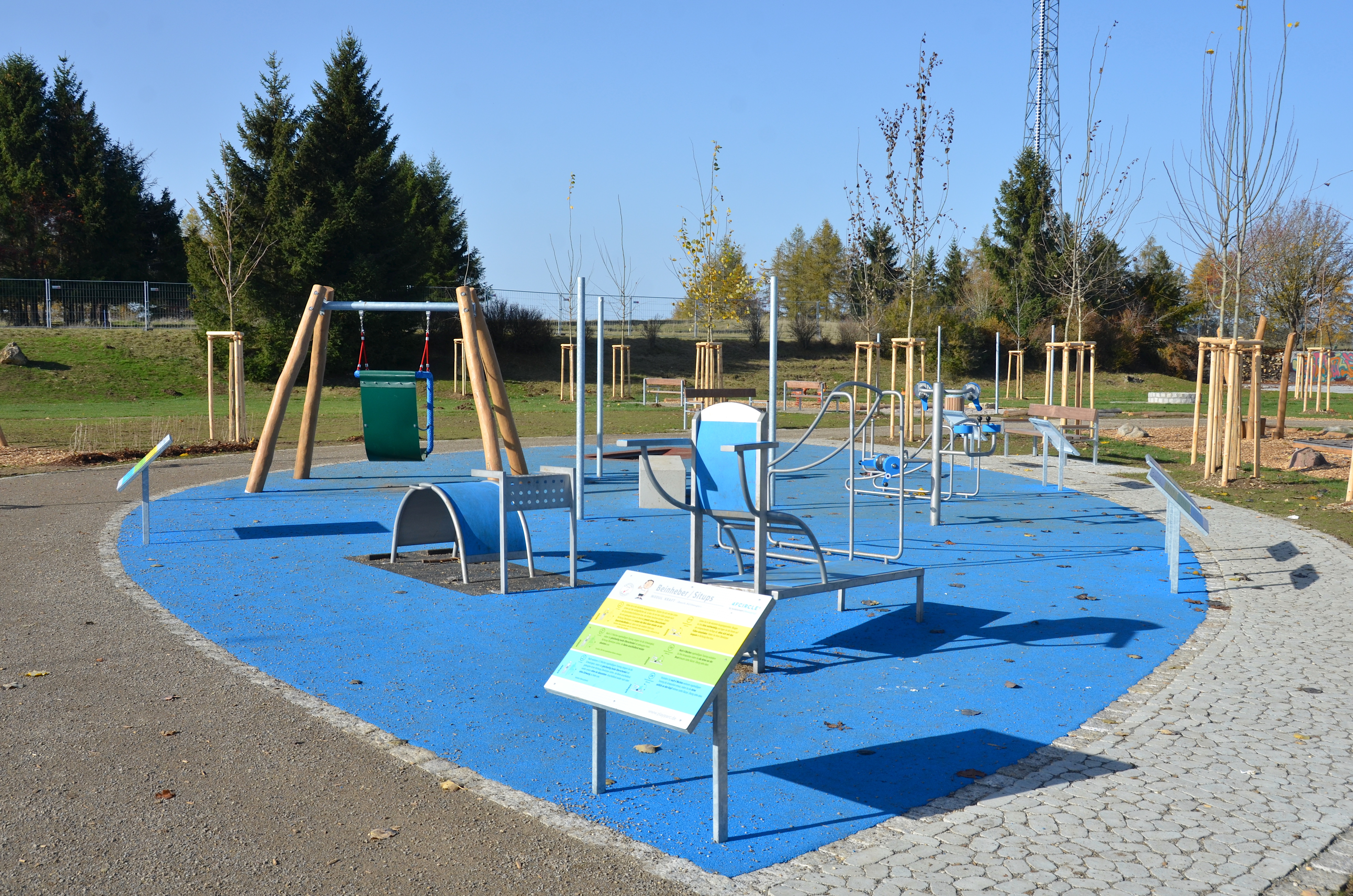
Fitness-Zirkel auf dem Sport- und Freizeitgelände Blumersberg

Im Winter werden Loipen für Skiwanderer angelegt in unterschiedlichen Schwierigkeitsgraden und Längen.
Ausgehend vom 1899 gebauten Bahnhof in Lautlingen entwickelte sich Meßstetten zum Wintersportort. Bereits 1920 wurde vom Deutsch-Österreichischen Alpenverein, Sektion Tübingen, am Lauen eine Unterkunft für Wanderer und Schneeschuhfahrer erstellt. Triebfeder dieser Einrichtung war der Meßstetter Ehrenbürger Professor Karl Bohnenberger. Er nutzte für die studierende Jugend von Tübingen die Lauenhütte als Unterkunft. Pfarrer Friedrich Wilhelm Horn (1886–1960) fuhr stets auf Skiern zum Gottesdienst in den Filialort Hossingen. Vom Weichenwang aus wurde eine anspruchsvolle Slalomstrecke bis ins Lautlinger Tal präpariert. Auf der Zollernalbbahn wurde in den Jahren zwischen den Weltkriegen ein verstärktes Angebot für die Wintersportler gefahren. Heute kann davon noch der Teil unter der Kreisstraße nach Hossingen für Loipen gewalzt werden. Die Loipen und Schneeschuhwanderwege werden heute auch mit dem Auto angefahren. An der Kreisstraße von Tieringen nach Hossingen wird ein großer Parkplatz (48° 12′ 12,33″ N, 8° 53′ 20,17″ O) geräumt, in Meßstetten gibt es eine Wachshütte (48° 9′ 43,48″ N, 8° 57′ 46,09″ O) für die Touristen, die oft aus dem Tübinger- und Stuttgarter Raum anreisen. Auch Hundeschlittenfahrten werden angeboten. Meßstetten verfügt über mehrere Skilifte, darunter den Skilift Meßstetten mit 400 Meter Länge, den Skilift Täle mit 600 Meter und Flutlicht, sowie im Teilort Tieringen den Skilift Oberstocken mit 400 Meter und Flutlicht. Des Weiteren hat Meßstetten drei Skisprungschanzen, die sogenannten Heubergschanzen: Sprungschanze (K 60, Sprungweiten bis zu 70 Meter), eine Sommermattenschanze (K 40, Ganzjahresschanze für die Jugend, Anlauf mit Keramikspur) und eine Schülerschanze (K 20, Sprünge bis 20 Meter Weite erlaubt). Sie liegt eingebunden neben der 40-Meter-Schanze und ist mit Mattenbelag belegt; somit steht sie ganzjährig zur Verfügung.
Der Stausee Kohlstatt-Brunnenbach ist für den Schwimmsport freigegeben.
Auf dem ehemaligen Fußballplatz wurde im Oktober 2020 das Sport- und Freizeitgelände Blumersberg eröffnet. Der angrenzende und dazugehörende Dirt-Park für Mountainbiker wurde 2019 eingeweiht.

### Wander- und Radwege
Meßstetten besitzt ein ausgedehntes Wanderwegenetz, das von Ortsabteilungen des Schwäbischen Albvereins betreut wird. Bereits 1896 wurden die Wege über siebentägige Wanderungen mit Bahnfahrten beworben. Der Schwäbische-Alb-Nordrand-Weg sowie Rundwanderwege und Radwege sind ausgeschildert. Drei naturbelassene Rundwanderwege in den Meßstetter Ortsteilen Hossinger Hochalb, Felsquellweg Oberdigisheim und Tieringer Hörnle erfüllen die hohen Anforderungen der Premiumwanderwege nach den Kriterien des Deutschen Wandersiegels. Die Wege wurden 2013 zertifiziert (Prädikatswanderweg) und einheitlich ausgeschildert. Heute wird im Sommer an Sonn- und Feiertagen mit dem Schlichem-Rad-Wander-Bus 17/38 von Balingen und Schömberg aus ein kostenloser Fahrradtransport nach Tieringen angeboten. Der Bus bietet damit in Balingen und Schömberg Anschluss nach Tübingen mit den Rad-Wander-Shuttles der Zollern-Alb-Bahn.
Geführte Wanderungen werden vom NABU und vom Schwäbischen Albverein angeboten.  Der Jakobspilgerweg Via Beuronensis führt durch Meßstetten. Betend gehen ist eine Wanderung auf dem Geyerbad. Der historische Verkehrsweg Siebenkreuzlesweg konnte im Bereich der zweiten Haarnadelkurve (48° 12′ 13,9″ N, 9° 1′ 12,52″ O) im Originalzustand erhalten werden. Es können die in den Fels geschlagenen Spurrillen der Fuhrwerke und die, laut einer Sage, nach einem Unglücksfall in den Fels eingeschlagenen sieben Kreuze erwandert werden. Seitdem beim Ebinger Kreuz eine römische Siedlung entdeckt wurde, wird ein römischer Ursprung der Rinnen nicht mehr ausgeschlossen. Derzeit werden die Rinnen mit wissenschaftlichen Methoden erforscht und vermessen.

### Wildgehege Meßstetten
Das Wildgehege Meßstetten wurde 1972 gegründet. Der Park liegt südlich der ehemaligen Zollernalb-Kaserne.
Auf dem Gelände leben verschiedene Tierarten wie Pfauen, Afrikanische Zwergziegen, Dam- und Rothirsche, Wildschweine und Mufflons in weitgehend natürlichen Gehegen. Ein Spiel- und Grillplatz sowie ein kleiner Waldlehrpfad wurden eingerichtet.

## Wirtschaft und Infrastruktur

### Wasserversorgung
Die Wasserversorgung wird durch den Zweckverband Wasserversorgung Hohenberggruppe gewährleistet, die ihren Sitz in Meßstetten hat.
Ein Teil der historischen Wasserversorgung ist bis heute in Betrieb und versorgt den Oberen Brunnen in der Talstraße mit frischem Quellwasser. Unterhalb der Kirche führt ein Wanderweg zur Brunnenstube.

### Verkehr
Der Öffentliche Nahverkehr wird durch den Verkehrsverbund Neckar-Alb-Donau (NALDO) gewährleistet. Die Gemeinde befindet sich in der Wabe 335. Für die Stadt selbst gilt der Stadttarif 35. Mit den Buslinien 61, 62 und 63 ist Meßstetten aus Richtung Obernheim, Tieringen, Oberdigisheim, Schwenningen und Ebingen zu erreichen.

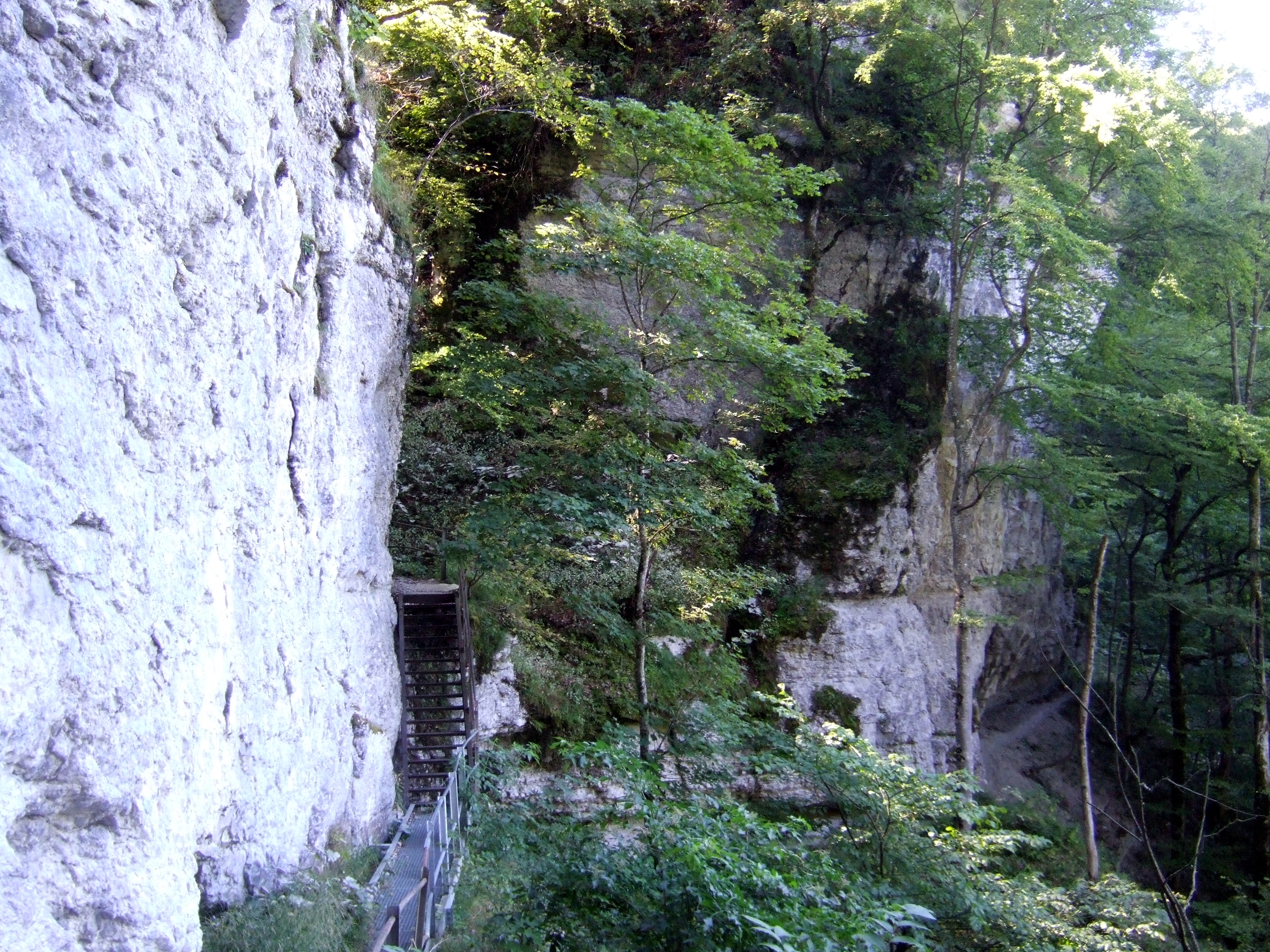
Historischer Fußweg von Hossingen zum Bahnhof Lautlingen

Um für Meßstetten einen Haltepunkt im Güterverkehr an der Zollernalbbahn Tübingen–Sigmaringen in Lautlingen zu sichern, beteiligten sich neben Meßstetten auch die Gemeinden Pfeffingen und Burgfelden 1899 am Bau des Bahnhofs Lautlingen. Ein Fußweg, die Hossinger Leiter, führt vom Bahnhof über Leitern durch eine Felsschlucht nach Hossingen. Mit Zuschüssen der Königlich Württembergischen Staats-Eisenbahnen wurden die beiden ursprünglich hölzernen Hossinger Leitern mit Treppen, Holmen und Brücken aus Stahl und einem Handlauf erneuert. Ein ungesicherter Bergweg führt rechts von der Hossinger Leiter zum Lauterbachbrunnen. Dabei handelt es sich um den ungesicherten mittelalterlichen Pfad der Hossinger Leiter vor dem Bau der Stahlbrücken. Diese kürzeste Verbindung von Oberdigisheim und Hossingen zur Zollernalbbahn wurde früher von zahlreichen Bahnpendlern täglich genutzt. Heute ist die „Hossinger Leiter“ ein Premium-Wanderweg.
Für einen eigenen Bahnanschluss Meßstettens wurden im Rahmen einer Verlängerung der Heubergbahn Spaichingen–Nusplingen bei Regierungsbaumeister Wallersteiner 1908 für 6000 Goldmark Pläne und Berechnungen für eine Bahnstrecke Nusplingen–Ebingen in Auftrag gegeben. Der Preis stieg auf 8000 Goldmark an. Vom industriell entwickelten Ebingen mit seinen damals ca. 10.000 Einwohnern aus sollte die Bahn über Meßstetten nach Nusplingen führen. Bereits in einer sehr frühen Planungsphase im Jahre 1913 war klar, dass die Anbindung von Ebingen aus mit dem Zivil- und Militärbahnhof in Meßstetten so nicht würde verwirklicht werden.
Für die Versorgung des Truppenübungsplatzes Heuberg wurde die Material-Standseilbahn Kaiseringen von der Zollernalbbahn aus gebaut. Die störungsanfällige Anlage wurde 1921 stillgelegt. Da die Heubergbahn lediglich bis Reichenbach am Heuberg gebaut wurde, fand am 30. Juli 1928 in Nusplingen eine Versammlung von 200 Personen statt. Stadtschultheiß Winkler aus Spaichingen sah eine Verpflichtung des Reiches aus dem Eisenbahnvertrag mit Württemberg von 1920 zur Fortsetzung der Bahn bis Nusplingen. Von Ebingen ausgehend über Meßstetten nach Nusplingen wurde wieder der Bau einer Anschlussbahn ins Auge gefasst. In eine Kommission zur Weiterarbeit für die Fortsetzung der Bahn wurden alle Bürgermeister der angrenzenden Orte, Gemeinderäte von Spaichingen und Meßstetten und der Oberregierungsrat Binder aus Spaichingen berufen und ein entsprechender Arbeitsausschuss bestellt. Im Jahre 1985 wurde mit einem Panzerverladebahnhof in Storzingen eine andere Lösung verwirklicht.
Meßstetten liegt an der Landesstraße 433 und der Kreisstraße 7143. Die Schwäbischen Albstraße, eine etwa 200 km lange Ferienstraße, führt durch Meßstetten.
Zukünftig ist eine kreuzungsfreie Anbindung an die Richtung Meßstetten verlegte Bundesstraße 463 mit einer Brücke über den Meßstetter Talbach etwa drei Kilometer nördlich der Stadt geplant.

### Militäranlagen

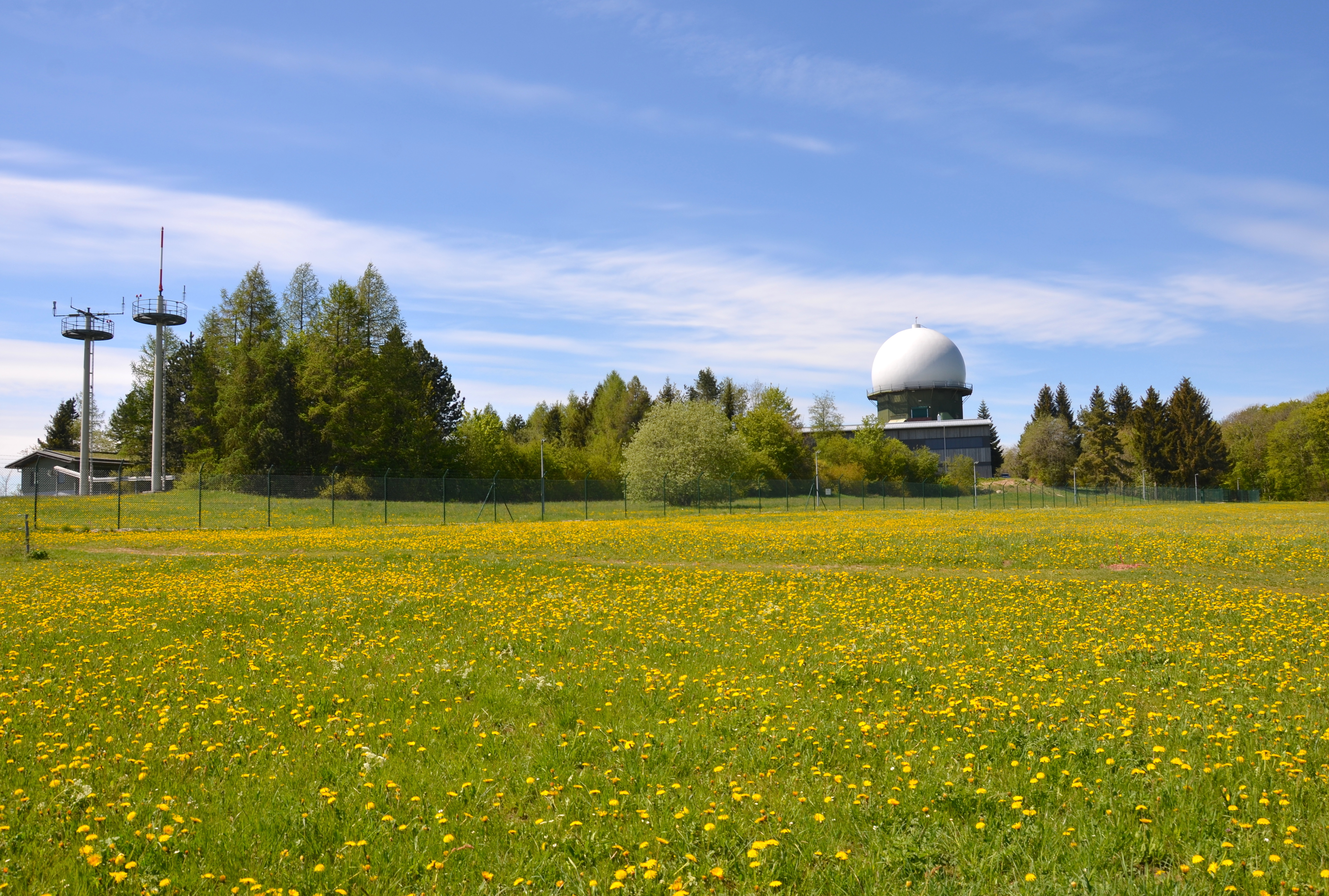
Radarkuppel auf dem Weichenwang

- Auf dem Weichenwang wird eine Radaranlage als Abgesetzter Technischer Zug 249, der dem Einsatzführungsbereich 2 in Erndtebrück unterstellt ist, betrieben.
- In der Zollernalb-Kaserne, welche ab 1960 erbaut wurde, waren von 1963 bis 2014 verschiedene Einheiten der Luftwaffe und des Heeres stationiert. Von 2014 bis 2017 wurden Teile der Zollernalb-Kaserne als Landeserstaufnahmestelle für Flüchtlinge genutzt, seit März 2022 befindet sich dort ein Ankunftszentrum für Flüchtlinge aus der Ukraine.[109] Seit Januar 2021 ist aufgrund der COVID-19-Pandemie das Kreisimpfzentrum auf dem Gelände untergebracht. Im Rahmen der Konversion soll der Interkommunale Gewerbe- und Industriepark Zollernalb gemeinsam mit den Städten Albstadt und Balingen sowie den Gemeinden Nusplingen und Obernheim entstehen.
- Auf dem Truppenübungsplatz Heuberg, welcher direkt an Meßstetten angrenzt, befinden sich zahlreiche Übungseinrichtungen wie Siedlungen, Schießbahnen, Sprengplätze und ein Übungsbahnhof[110]. Die Anlagen werden auch von Polizei, Feuerwehr, DRK[111] und Zoll genutzt. Des Weiteren befinden sich innerhalb des Truppenübungsplatzes drei verbunkerte Bauwerke. Das größte dieser drei Bauwerke, welches als Bunker Martin bekannt ist, diente der Bundeswehr bis 2013 zur Luftraumüberwachung im Rahmen des Einsatzführungsdienstes der Luftwaffe. Bis 2008 war dort zudem das Combined Air Operations Centre 4 der NATO zur Führung von Luftstreitkräften stationiert. Bis 2026 werden zwei etwa acht Meter hohe Weltraumteleskopen gebaut. Mit diesen kann man zwischen 400 und 36.000 Kilometer in die Höhe schauen. Die Geräte sollen Daten sammeln und diese an das Weltraumlagezentrum im nordrhein-westfälischen Uedem übertragen.[112]

### Öffentliche Einrichtungen

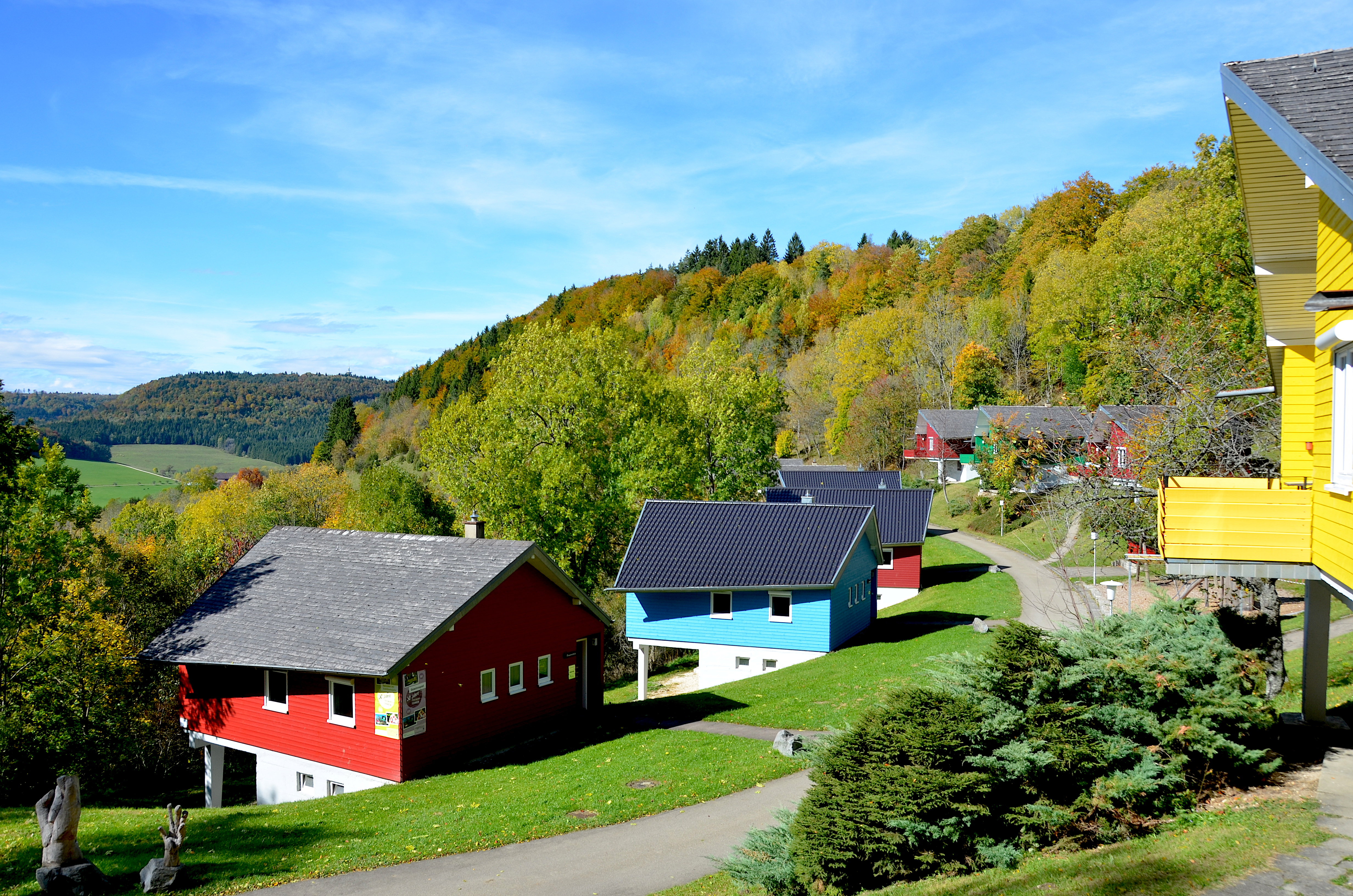
Feriendorf Tieringen, Unterdorf (2018)

- Haus Bittenhalde im Stadtteil Tieringen, eine Tagungsstätte für Musik- und Gesangsvereine, Kirchenchöre, Familien, Senioren, Fortbildungsgruppen und andere.
- Feriendorf im Stadtteil Tieringen, ganzjährig geöffnet.
- In Meßstetten befindet sich ein Wildgehege mit Grill- und Spielplatz.[113]
- Blumersberg, Wohnmobilstellplatz mit Mehrgenerationenspielplatz, Grillplätzen, Dirtpark für Dirt Jump von 300 Metern Länge, mit 50 Hindernissen, Basketballfeld und Outdoor-Fitnessgeräten[114]

### Bildung
In Meßstetten gibt es sieben Grundschulen, ein allgemeinbildendes Gymnasium, eine Realschule, eine Hauptschule, sowie eine Förderschule für lernschwache Schüler. Die Burgschule besteht aus Grundschule, Hauptschule und Förderschule.

## Persönlichkeiten

### Ehrenbürger
- Walther Groz (1903–2000), Industrieller und Politiker
- Karl Bohnenberger (1863–1951), Hochschullehrer, Ehrenbürger seit 1932.
- Erwin Gomeringer (1914–2006), Bürgermeister, Politiker (CDU) und Landtagsabgeordneter, Ehrenbürger seit 1984

### In Meßstetten geboren
- Johann Ludwig Andreae (1667–1725), deutscher evangelischer Pfarrer, Kartograph, Globenbauer und Buchautor
- Theodor Friedrich Wilhelm Märklin (1817–1866), Flaschner und Unternehmer, eröffnete 1859 in Göppingen eine eigene Firma, die spätere Weltfirma für Spielwaren Märklin.
- Matthias Koch (1860–1936), Heimatdichter
- Friedrich Göhring (1876–1948), geboren im Stadtteil Hossingen, Publizist und Politiker, Landtagsabgeordneter
- Alfred Quellmalz (1899–1979), Musikwissenschaftler
- Oswald Rathfelder (1922–2011), Naturwissenschaftler, Botaniker und Naturschützer

### Personen mit Beziehung zur Stadt
- Walter Strich-Chapell (1877–1960), Kunstmaler
- Elisabeth Walter (1897–1956), Pädagogin und Schriftstellerin in Heinstetten.
- Wilhelm Strienz (1900–1987), Sänger. Weilte öfter in Meßstetten bei Verwandten.
- Ernst Huber (1902– 1982), zeitweise Lehrer in Meßstetten und Reichstagsabgeordneter (NSDAP).
- Berthold Schenk Graf von Stauffenberg (1905–1944), Widerstandskämpfer vom 20. Juli 1944. Jäger im elterlichen Wald in Meßstetten.
- Claus Schenk Graf von Stauffenberg (1907–1944), Widerstandskämpfer vom 20. Juli 1944. Waidmann im elterlichen Wald in Meßstetten.
- Willi Fischer (1943–2008), Landrat Zollernalbkreis, Bürgermeister in Meßstetten von 1979 bis 1991.
- Siegfried Zimmer (Religionspädagoge) (* 1947), Hochschullehrer, Pfarrvikar in Meßstetten und Hossingen
- Hans-Joachim Eckstein (* 1950), Hochschullehrer, Vikar in Meßstetten und Hossingen
- Winfried Dalferth (1953–2021), Liedermacher, Vikar in Meßstetten und Hossingen
- Thomas Bareiß (* 1975), Politiker (CDU), Bundestagsabgeordneter, ist in Meßstetten aufgewachsen und dort wohnhaft.
- Pascal Bodmer (* 1991), ehemaliger Skispringer, ist im Stadtteil Hossingen aufgewachsen.